# Ardal (Verwaltungsbezirk)
Ardal (persisch شهرستان اردل) ist ein Schahrestan in der Provinz Tschahār Mahāl und Bachtiyāri im Iran. Er liegt südlich der Landeshauptstadt Teheran, im Westen der Provinz. 

## Demografie
Bei der Volkszählung 2016 betrug die Einwohnerzahl des Verwaltungsbezirks 48.880. Die Alphabetisierung lag bei 77,5 Prozent der Bevölkerung. Knapp 58 Prozent der Bevölkerung lebten in urbanen Regionen.
| Zensusjahr | Einwohnerzahl |
| ---------- | ------------- |
| 2011       | 53.514        |
| 2016       | 48.880        |